# ポラーノ
ポラーノ（伊: Porano）は、イタリア共和国ウンブリア州テルニ県にある、人口約1,900人の基礎自治体（コムーネ）。

## 地理

### 位置・広がり
テルニ県西部のコムーネ。

#### 隣接コムーネ
隣接するコムーネは以下の通り。括弧内のVTはヴィテルボ県所属を示す。
- ルビリアーノ (VT)
- オルヴィエート

### 気候分類・地震分類
ポラーノにおけるイタリアの気候分類 (it) および度日は、zona E, 2173 GGである。
また、イタリアの地震リスク階級 (it) では、zona 3 (sismicità bassa) に分類される。